# 1958 no jornalismo
Nesta página encontrará referências aos acontecimentos directamente relacionados com o jornalismo ocorridos durante o ano de 1958.

## Nascimentos
| Data           | Nome                   | Profissão              | Nacionalidade | Observações | Ref |
| -------------- | ---------------------- | ---------------------- | ------------- | ----------- | --- |
| 27 de março    | Viriato Teles          | jornalista e escritor  | Portugal      |             |     |
| 4 de abril     | Fátima Campos Ferreira | jornalista             | Portugal      |             |     |
| 1 de maio      | Miguel Portas          | jornalista e político  | Portugal      | m. 2012     |     |
| 19 de novembro | Márcia Peltier         | jornalista e escritora | Brasil        |             |     |
| 26 de Dezembro | Ilze Scamparini        | jornalista             | Brasil        |             |     |

## Mortes
| Data        | Nome                | Profissão                                              | Nacionalidade | Observações | Ref |
| ----------- | ------------------- | ------------------------------------------------------ | ------------- | ----------- | --- |
| 23 de junho | Cândido de Oliveira | jogador e treinador de futebol e jornalista desportivo | Portugal      | n. 1896     |     |